# Balatun
Balatun (serbisches-kyrillisch: Балатун) ist ein Dorf in der Opština (Gemeinde) Bijeljina im Nordosten von Bosnien und Herzegowina an der Grenze zum östlichen Nachbarland Serbien.

## Geographie
Balatun liegt in flacher Ebene der Semberija, 15,2 km nordöstlich der Gemeindehauptstadt Bijeljina. Das Dorf liegt rund 140 km nordöstlich der bosnisch-herzegowinischen Hauptstadt Sarajevo entfernt. 
Die Gemeinde Bijeljina liegt in der Republika Srpska, einer der zwei Entitäten des Landes. Die Republika Srpska hat eine mehrheitlich serbische Bevölkerung.
Balatun liegt an der Mündung des Flusses Drina in die Save. Der Fluss Drina stellt hier die Grenze zum östlichen Nachbarland Serbien dar. Auch fließen kleinere Bäche durch Balatun, einer von ihnen heißt Prugnjača. Balatun liegt in der Nähe des Grenzübergangs Rača zwischen Serbien und Bosnien-Herzegowina.
Nachbardörfer von Balatun sind: Velino Selo, Trnjaci und Međaši in der Opština Bijeljina in Bosnien und das östliche Nachbardorf Crna Bara,  in der Opština Bogatić in Serbien, das über die Drina zu erreichen ist.
Das Dorf besteht aus den Dorfteilen (Weilern): Balatun, Centar, Cesta, Donji Balvani, Gornji Balvani, Meterizi, Panjik, Trnjage und Salaš.
Das Klima im Dorf ist gemäßigt-kontinental. Rundum Balatun erstrecken sich weite Felder die zur Landwirtschaft und Viehzucht dienen. Es werden Mais, verschiedene Weizenarten, Obst und Gemüse angebaut.

## Bevölkerung
Balatun hatte 1.351 Einwohner bei der Volkszählung von 2013 in Bosnien und Herzegowina. Diese Volkszählung war die erste nach der Volkszählung im Jahre 1991 in damaligem Jugoslawien, vor dem Ausbruch des Bosnienkrieges. 
Die Einwohner des Dorfes sind Serben.

### Demographie
| Jahr | Einwohnerzahl |
| ---- | ------------- |
| 1948 | 1347          |
| 1953 | 1430          |
| 1961 | 1473          |
| 1971 | 1444          |
| 1981 | 1400          |
| 1991 | 1295          |
| 2013 | 1351          |

## Geschichte
Balatun ist ein altes Dorf. Der alte Name des Dorfes soll Balatino gelautet haben. Aus einem Dokument des Jahres 1623 wird eine Pfarrei Balatino erwähnt, die zum Römisch-katholischen Franziskanerkloster von Olovo gehörte.
Während des Bosnienkriegs vom 24. bis 25. März 1992 wurden in Balatun 22 bosniakische Zivilisten, darunter 7 Kinder aus ihren Häusern im Dorf Bukreš fortgeschleppt und bei Balatun ermordet und in den Fluss Drina geworfen. Das Dorf wurde 2010 und 2014 (Balkantief Yvette) von großen Überschwemmungen heimgesucht die großen Sachschaden im Dorf verursachten.

## Infrastruktur
Balatun ist Sitz einer lokalen Gemeinschaft (Mesna zajednica) und verfügt über ein Kulturhaus (Dom Kulture). Die neben der Serbisch-orthodoxen Kirche stehende Grundschule Petar Kočić befindet sich ebenfalls im Ort. Balatun verfügt über die Folklore-Gruppe KUD Balatun.  
Im Dorf gibt es einige Läden und das Lebensmittel vertreibende Kleinunternehmen Natura Food. In der Nähe der Kirche befinden sich zwei Denkmäler. Eines ist den im Zweiten Weltkrieg gefallenen jugoslawischen Partisanen gewidmet und das andere ist den Opfern des Bosnienkriegs aus dem Dorf gewidmet.

## Religion
Die Bevölkerung bekennt sich zur Serbisch-orthodoxen Kirche. In Balatun steht die von 2000 bis 2008 erbaute Serbisch-orthodoxe Kirche Hl. drei Hierarchen, die Pfarreikirche der Pfarrei Balatun-Velino Selo im Dekanat Bijeljina der Eparchie Zvornik-Tuzla der Serbisch-orthodoxen Kirche. 
Die Slava des Dorfes ist Christi-Himmelfahrt (Spasovdan). Die Pfarrei Balatun-Velino Selo besteht aus den zwei Dörfern: Balatun und Velino Selo. Balatun besitzt einen Serbisch-orthodoxen Dorffriedhof.

## Sport
Das Dorf Balatun verfügt über den Fußballclub FK Drina Balatun, der Club besitzt einen eigenen Fußballplatz nahe der Kirche und Grundschule im Dorfzentrum. Der Club wurde 1931 gegründet und ist einer der ältesten Fußballclubs in der ganzen Semberija-Ebene.

## Söhne und Töchter aus Balatun
- Slobodan Pejić (1944–2006), bosnisch-serbischer Maler und Skulpturenhersteller